# Godard Willem van Tuyll van Serooskerken
Godard Willem van Tuyll van Serooskerken (14 november, 1647 – Den Haag, 29 oktober 1708) was heer van Zoelekerke en Welland en was een politicus in het gewest Utrecht.

## Biografie
Godard Adriaan Willem van Tuyll van Serooskerken werd in 1647 geboren als zoon van Johan van Tuyll van Serooskerken en Anna Walburge van Reede. Op tweejarige leeftijd overleden zijn beide ouders en werd hij wees. Zijn oom en tante Godard Adriaan van Reede en Margaretha Turnor werden de opvoeders van de nog jonge heer van Welland en Zoelekerke. Door zijn opvoeding in Kasteel Amerongen werd hij een belangrijk beschermeling van zijn oom.
Toen er in 1671 een plek vrij kwam in het College der geëligeerden van Utrecht wilde Godard Adriaan van Reede dat zijn neef een plek in het college zou innemen wat na de verkiezingen gebeurde. Toen het Franse gevaar in 1672, tijdens het Rampjaar, de stad Utrecht naderde vluchtte Godard Willem van Tuyll van Serooskerken samen met de andere regenten uit de stad. In juni van dat jaar vormde hij met twee andere een gezantschap richting de Franse koning Lodewijk XIV, maar hij keerde met lege handen huiswaarts. Toen hij terugkeerde was zojuist de stad Utrecht gevallen. Hij spande zich in om een capitulatieverdrag op te stellen van de stad waar uiteindelijk Lodewijk XIV mee akkoord ging. Door zijn hulp aan de overgave van de stad Utrecht werd Godard Willem van Tuyll van Serooskerken gezien als een verrader. Wat zijn positie richting de nieuwe stadhoude Willem III van Oranje ernstig verzwakte.
Met behulp van zijn tante Margaretha Turnor wist hij uit Utrecht te ontvluchten en trok hij in bij zijn tante in dier woning aan de Kneuterdijk in Den Haag. Tijdens zijn verblijf in Den Haag verscheen hij amper meer in het openbaar, vanwege zijn verradersrol. Toen in 1674 Willem III een aantal regenten van Utrecht ontsloeg raakte ook Godard Willem zijn betrekking kwijt.
Na afloop van de Hollandse Oorlog trouwde hij met Eleonore Constance van der Meijden. Hij kreeg met haar slechts één dochter: Suzanne Eleonore. Door dit huwelijk raakte hij vervreemd van zijn oom en tante die het huwelijk hadden afgekeurd. Godard Willem van Tuyll van Serooskerken voerde jarenlang oppositie tegen de stadhouder, zonder veel succes. Hij stierf in Den Haag in 1708.